# Elachista subalbidella
Elachista subalbidella là một loài bướm đêm thuộc họ Elachistidae. Nó được tìm thấy ở Fennoscandia và miền bắc Nga to Ý và Hy Lạp và from Ireland to România. Nó cũng được tìm thấy ở Bắc Mỹ.
Sải cánh dài 10–13 mm. Con trưởng thành bay vào tháng 6.
Ấu trùng chủ yếu ăn Molinia caerulea, but have also been recorded on Arrhenatherum, Brachypodium pinnatum, Brachypodium sylvaticum, Calamagrostis arundinacea, Carex, Melica và Poa.